# Windorf
Windorf település Németországban, azon belül Bajorországban. Lakosainak száma 5100 fő (2023. december 31.). Windorf Vilshofen an der Donau, Hofkirchen, Eging am See, Aicha vorm Wald, Tiefenbach és Passau községekkel határos.

## Népesség
A település népessége az elmúlt években az alábbi módon változott:
| Lakosok száma | 565  | 1185 | 3872 | 4212 | 4744 | 4730 | 4793 | 4845 | 4939 | 5100 |
|               | 1875 | 1950 | 1975 | 1987 | 2012 | 2014 | 2016 | 2017 | 2021 | 2023 |